# Familia Sutermeister

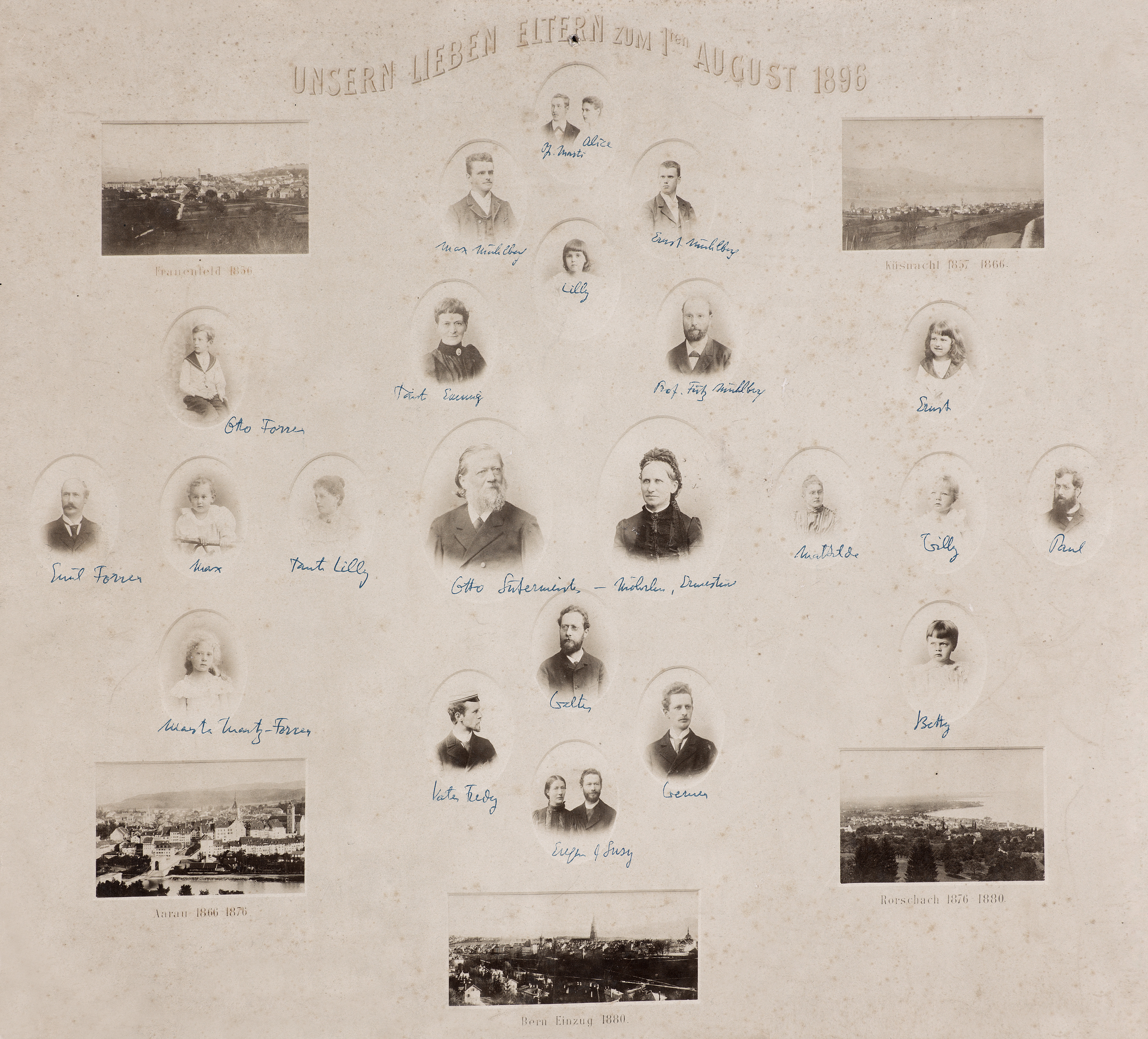
Otto Sutermeister y Ernestine Moehrlen rodeados por sus niños, en 1896.

La familia Sutermeister es una familia de origen suiza alemana.

## Árbol genealógico
|  |  |                                |                                |                                |                                |                                |                                |                               |                               |                               |                               |                               |                               |                                      |                                      |                                      |                                      |                                      |                                      | Christophe Moehrlen (1800–1871)       |                                       |                                       |                                       |                                       |                                       |                                   |                                   |                                   |                                   |                                   |                                   |                                |                                |                                |                                |  |  |  |  |  |  |  |  |  |  |  |  |  |  |  |  |  |  |  |  |
|  |  |                                |                                |                                |                                |                                |                                |                               |                               |                               |                               |                               |                               |                                      |                                      |                                      |                                      |                                      |                                      |                                       |                                       |                                       |                                       |                                       |                                       |                                   |                                   |                                   |                                   |                                   |                                   |                                |                                |                                |                                |  |  |  |  |  |  |  |  |  |  |  |  |  |  |  |  |  |  |  |  |
|  |  |                                |                                |                                |                                |                                |                                | Otto Sutermeister (1832-1901) | Otto Sutermeister (1832-1901) | Otto Sutermeister (1832-1901) | Otto Sutermeister (1832-1901) | Otto Sutermeister (1832-1901) | Otto Sutermeister (1832-1901) |                                      |                                      |                                      |                                      |                                      |                                      | Ernestine Agathe Moehrlen (1832-1900) | Ernestine Agathe Moehrlen (1832-1900) | Ernestine Agathe Moehrlen (1832-1900) | Ernestine Agathe Moehrlen (1832-1900) | Ernestine Agathe Moehrlen (1832-1900) | Ernestine Agathe Moehrlen (1832-1900) |                                   |                                   |                                   |                                   |                                   |                                   |                                |                                |                                |                                |  |  |  |  |  |  |  |  |  |  |  |  |  |  |  |  |  |  |  |  |
|  |  |                                |                                |                                |                                |                                |                                | Otto Sutermeister (1832-1901) | Otto Sutermeister (1832-1901) | Otto Sutermeister (1832-1901) | Otto Sutermeister (1832-1901) | Otto Sutermeister (1832-1901) | Otto Sutermeister (1832-1901) |                                      |                                      |                                      |                                      |                                      |                                      | Ernestine Agathe Moehrlen (1832-1900) | Ernestine Agathe Moehrlen (1832-1900) | Ernestine Agathe Moehrlen (1832-1900) | Ernestine Agathe Moehrlen (1832-1900) | Ernestine Agathe Moehrlen (1832-1900) | Ernestine Agathe Moehrlen (1832-1900) |                                   |                                   |                                   |                                   |                                   |                                   |                                |                                |                                |                                |  |  |  |  |  |  |  |  |  |  |  |  |  |  |  |  |  |  |  |  |
|  |  |                                |                                |                                |                                |                                |                                |                               |                               |                               |                               |                               |                               |                                      |                                      |                                      |                                      |                                      |                                      |                                       |                                       |                                       |                                       |                                       |                                       |                                   |                                   |                                   |                                   |                                   |                                   |                                |                                |                                |                                |  |  |  |  |  |  |  |  |  |  |  |  |  |  |  |  |  |  |  |  |
|  |  |                                |                                |                                |                                |                                |                                |                               |                               |                               |                               |                               |                               |                                      |                                      |                                      |                                      |                                      |                                      |                                       |                                       |                                       |                                       |                                       |                                       |                                   |                                   |                                   |                                   |                                   |                                   |                                |                                |                                |                                |  |  |  |  |  |  |  |  |  |  |  |  |  |  |  |  |  |  |  |  |
|  |  | Eugen Sutermeister (1862-1931) | Eugen Sutermeister (1862-1931) | Eugen Sutermeister (1862-1931) | Eugen Sutermeister (1862-1931) | Eugen Sutermeister (1862-1931) | Eugen Sutermeister (1862-1931) |                               |                               | Paul Sutermeister (1864-1905) | Paul Sutermeister (1864-1905) | Paul Sutermeister (1864-1905) | Paul Sutermeister (1864-1905) | Paul Sutermeister (1864-1905)        | Paul Sutermeister (1864-1905)        |                                      |                                      | Werner Sutermeister (1868-1939)      | Werner Sutermeister (1868-1939)      | Werner Sutermeister (1868-1939)       | Werner Sutermeister (1868-1939)       | Werner Sutermeister (1868-1939)       | Werner Sutermeister (1868-1939)       |                                       |                                       | Federico Sutermeister (1873-1934) | Federico Sutermeister (1873-1934) | Federico Sutermeister (1873-1934) | Federico Sutermeister (1873-1934) | Federico Sutermeister (1873-1934) | Federico Sutermeister (1873-1934) |                                |                                |                                |                                |  |  |  |  |  |  |  |  |  |  |  |  |  |  |  |  |  |  |  |  |
|  |  | Eugen Sutermeister (1862-1931) | Eugen Sutermeister (1862-1931) | Eugen Sutermeister (1862-1931) | Eugen Sutermeister (1862-1931) | Eugen Sutermeister (1862-1931) | Eugen Sutermeister (1862-1931) |                               |                               | Paul Sutermeister (1864-1905) | Paul Sutermeister (1864-1905) | Paul Sutermeister (1864-1905) | Paul Sutermeister (1864-1905) | Paul Sutermeister (1864-1905)        | Paul Sutermeister (1864-1905)        |                                      |                                      | Werner Sutermeister (1868-1939)      | Werner Sutermeister (1868-1939)      | Werner Sutermeister (1868-1939)       | Werner Sutermeister (1868-1939)       | Werner Sutermeister (1868-1939)       | Werner Sutermeister (1868-1939)       |                                       |                                       | Federico Sutermeister (1873-1934) | Federico Sutermeister (1873-1934) | Federico Sutermeister (1873-1934) | Federico Sutermeister (1873-1934) | Federico Sutermeister (1873-1934) | Federico Sutermeister (1873-1934) |                                |                                |                                |                                |  |  |  |  |  |  |  |  |  |  |  |  |  |  |  |  |  |  |  |  |
|  |  |                                |                                |                                |                                |                                |                                |                               |                               |                               |                               |                               |                               |                                      |                                      |                                      |                                      |                                      |                                      |                                       |                                       |                                       |                                       |                                       |                                       |                                   |                                   |                                   |                                   |                                   |                                   |                                |                                |                                |                                |  |  |  |  |  |  |  |  |  |  |  |  |  |  |  |  |  |  |  |  |
|  |  |                                |                                |                                |                                |                                |                                |                               |                               |                               |                               |                               |                               | Hans Martin Sutermeister (1907-1977) | Hans Martin Sutermeister (1907-1977) | Hans Martin Sutermeister (1907-1977) | Hans Martin Sutermeister (1907-1977) | Hans Martin Sutermeister (1907-1977) | Hans Martin Sutermeister (1907-1977) |                                       |                                       | Heinrich Sutermeister (1910-1995)     | Heinrich Sutermeister (1910-1995)     | Heinrich Sutermeister (1910-1995)     | Heinrich Sutermeister (1910-1995)     | Heinrich Sutermeister (1910-1995) | Heinrich Sutermeister (1910-1995) |                                   |                                   | Peter Sutermeister (1916-2003)    | Peter Sutermeister (1916-2003)    | Peter Sutermeister (1916-2003) | Peter Sutermeister (1916-2003) | Peter Sutermeister (1916-2003) | Peter Sutermeister (1916-2003) |  |  |  |  |  |  |  |  |  |  |  |  |  |  |  |  |  |  |  |  |